# Jurij Chmylëv
Jurij Alekseevič Chmylëv (in russo Юрий Алексеевич Хмылëв?; Mosca, 9 agosto 1964) è un ex hockeista su ghiaccio sovietico e russo.

## Biografia
Rappresentò l'Unione Sovietica numerose volte: vinse la medaglia d'oro ai XVI Giochi olimpici invernali, due medaglie d'oro ai Campionato mondiale di hockey su ghiaccio 1986 e 1989 e una medaglia d'argento sempre nel campionato mondiale nel 1987.
Si sposò con Vera ed ebbe una figlia, giocatrice di tennis, Ol'ga.